# 1091
| 1091               |
| ------------------ |
| Dødsfald - Fødsler |
|                    |

| Gregoriansk kalender | 1091 MXCI               |
| Ab urbe condita      | 1844                    |
| Armensk kalender     | 540 ԹՎ ՇԽ               |
| Kinesiske kalender   | 3787 – 3788 庚午 – 辛未 |
| Etiopisk kalender    | 1083 – 1084             |
| Jødisk kalender      | 4851 – 4852             |
| Hindukalendere       |                         |
| - Vikram Samvat      | 1146 – 1147             |
| - Shaka Samvat       | 1013 – 1014             |
| - Kali Yuga          | 4192 – 4193             |
| Iransk kalender      | 469 – 470               |
| Islamisk kalender    | 484 – 485               |

Konge i Danmark: Oluf Hunger 1086-1095
Se også 1091 (tal)